# Duncan (cràter)
Duncan és un cràter d'impacte en el planeta Venus de 40,3 km de diàmetre. Porta el nom d'Isadora Duncan (1878-1927), ballarina estatunidenca, i el seu nom va ser aprovat per la Unió Astronòmica Internacional el 1985.